# Павсекакій Богданов
Павсекакій (Віктор) Костянтинович Богданов, (нар. 17 липня 1981, Грозний) — астролог, маг, журналіст та продюсер. Засновник Асоціації астрології та магії, Академік Вищої магії, народний цілитель, видатний громадський діяч Курської області.

## Біографія та професійна діяльність
Павсекакій (Віктор) Костянтинович Богданов народився 17 липня 1981 ріку в Грозному по Китайському зодіаку Півень та Рак по знаку зодіаку.

Неодружений. Спілкується російською та чеченською мовами, вільно володіє українською та англійською. Негативно ставиться до вживання алкоголю та тютюнопаління. Дотримується поміркованих політичних поглядів. 

У вересні 1988 ріку Богданов пішов вчитися до школи № 22 м. Грозний. У зв'язку із Чеченською війною його сім'я була змушена переїхати до Курська, де у 1993 році Богданов продовжив навчання в середній школі, яку з відзнакою закінчив в 1997 році. У цьому ж році Віктор поступив на перший курс медичного коледжу (факультет лікувальної справи), який успішно закінчив у 2003 році.

Ще в шкільні роки Богданов почав займатися астрологією та магією. Ці заняття він не залишив і під час навчання в коледжі. Вже в 2000 році молодий студент-медик стає засновником Курської Асоціації астрології та магії.

Продовжуючи навчатись та займатись астрологією Віктор Богданов в 2002 році влаштовується на роботу телеведучим у ТК «ТВ-6 Курськ» (партнер «ТНТ Телемережа»), де вже в листопаді 2003 року отримує посаду редактора програмного відділу телеканалу. У липні 2007 року (і по серпень 2009 року) він отримує підвищення й починає працювати продюсером відділу кримінальної хроніки цієї ж телекомпанії. Паралельно з діяльністю продюсера, Богданов на «ТВ-6 Курськ» в період з лютого 2002 року по серпень 2009 року веде декілька програм: «Завтрашній день» (астрологічний прогноз), «Вільний мікрофон» (джинса), «Звичайно вночі» (прямий ефір, студія).

У 2003 році Богданов був призначений Генеральним директором ТОВ «Курськ Медіа Холдинг» - компанії з розміщення реклами в регіональних ЗМІ (цю посаду він обіймає і по теперішній час).

В липні 2007 року Віктор стає журналістом, а потім головним редактором газети «Регіон 46», яким працює до серпня 2009 року.

У листопаді 2007 року був обраний членом Громадської ради при Управлінні внутрішніх справ у Курській області.

Був ведучим програми «Вільний мікрофон» в ТК «ТНТ Орел» з квітня 2009 року по липень 2009 року.

На сьогодні Богданов є продюсером продюсерського центру Артура Будико та керівником Курської Асоціації астрології та магії.

У 2008 року Павсекакій (Віктор) Богданов став головним героєм програми «Російські сенсації. Зірки проти чорної магії» на НТВ, а в жовтні 2011 року — програми «Зіркові зустрічі. З народу», «Ще не вечір. Знаки долі» на РенТБ.

 29 жовтня 2011 року на українському телеканалі СТБ в інформаційній програмі «Неймовірна правда про зірок» Ірина Аллегрова розповіла про те, що Павсекакій постійно передбачає її майбутнє.

27 грудня 2011 року Павсекакій як астролог був запрошений на програму «Говоримо та показуємо» на НТВ, де повідомив, що Пугачова та Галкін будуть жити разом недовго, зате щасливо.

## Цікаві факти
- Зі слів Богданова, він належить до числа потомствених кавказьких цілителів. Як він стверджує, практично його предки по чоловічій лінії, до сьомого коліна включно, споконвіку займалися цілительством і знахарством.
- Свій псевдонім Богданов обрав не даремно. У перекладі з давньогрецької Павсекакій (грец.παύω (пауо) «припиняти, зупиняти» + κακία (какіа) «порок, зло, лихо») означає «припиняє зло». Саме таке ім'я носив його небесний покровитель Святий Павсекакій.
- Свого часу Павсекакій прославився тим, що на очах у здивованої публіки перед телекамерами журналістів НТВ зняв порчу з Філіпа Кіркорова, який давав концерт на одному з російських стадіонів.[4]
- Зі знаменитостей у числі його постійних клієнтів і співачка Ірина Аллегрова [5][6], і світська левиця Ксенія Собчак[7] і деякі інші.
- В листопаді 2011 року Павсекакій розкрив таємницю, яка хвилювала багатьох прихильників співачки Лариси Доліної. Він повідомив, хто є батьком її онуки.[8]
- На початку грудня 2011 року Павсекакій повідомив, що незабаром Алла Пугачова вийде заміж за Максима Галкіна, але досить скоро з ним розійдеться [9]

## "Чорний піар"
Діяльність Богданова, як журналіста, спочатку була досить схвально оцінена владою , адже спочатку його публікації були спрямовані виключно проти діяльності кримінальних «авторитетів» та різноманітних підприємців "нечистих на руку". У 2004 році журналіст почав отримувати листи з погрозами, а потім був пограбований.
Згодом, коли Богданов став редактором незалежної газети «Регіон 46», він регулярно почав друкувати публікувати матеріали, де давалась дуже негативна оцінка діяльності обласної влади та вказувалось на корупційну діяльність її окремих представників. Наслідки цих публікацій не заставили себе довго ждати. Взимку 2008 року невідомі облили бензином та підпалили його машину.  А 2009 році проти Богданова, як редактора газети опозиційної до обласного керівництва, почалася широкомасштабна кампанія, спрямована на його дискредитацію в очах громадськості. Був роздутий скандал за вигаданими звинуваченнями й з'явився ряд наклепницьких статей у жовтій пресі, спрямованих проти Богданова і його газети. 